# Попівка (Коломийчиська сільська громада)
Попі́вка (МФА: [popiŭka] ( прослухати)) —  село в Україні, у Коломийчиській сільській громаді Сватівського району Луганської області. Населення становить 13 осіб. Орган місцевого самоврядування — Ковалівська сільська рада.

## Населення

### Мова
Розподіл населення за рідною мовою за даними перепису 2001 року:
| Мова       | Кількість | Відсоток |
| ---------- | --------- | -------- |
| українська | 9         | 69.23%   |
| російська  | 4         | 30.77%   |
| Усього     | 13        | 100%     |